# زبان سرخه‌ای
زبان سرخه‌ای یکی از زبان‌های ایرانی و از خانواده زبان‌های ایرانی شمال غربی است، که در شهر سرخه استان سمنان به آن سخن می‌گویند. وبگاه گلاتولوگ گویش سرخه‌ای-افتری را به همراه لاسگردی و سنگسری تحت عنوان خانواده کومشی (komesenian) دسته‌بندی کرده است. گرنوت ویندفور گویش‌های افتری و سرخه ای-لاسگردی و گویش شهمیرزادی را با زبان مازندرانی مرتبط می‌داند. برخی از پژوهشگران  نیز زبان مردمان مناطق سنگسر و افتر را همچون شهمیرزاد و پرور و اطراف آن از جنس زبان مازندرانی می‌دانند.